# Peter Bloch (historien)
Peter Bloch (né le 11 juillet 1925 à Berlin et mort le 5 novembre 1994 dans la même ville) est un historien de l'art et directeur de musée allemand.

## Carrière
Peter Bloch le Jeune est le fils de l'homme politique local berlinois Peter Bloch et de sa femme Charlotte (née Linienbach). Ses ancêtres comprennent des éditeurs bien connus, comme Eduard Bloch (de), qui a publié le "Berliner Bilderbogen" et des personnalités historiquement importantes telles que Leopold Mueller, qui a travaillé au XIXe siècle comme médecin militaire prussien en Haïti et comme médecin personnel du Tenno au Japon. La famille de Peter Bloch père a vécu à Kleinmachnow près de Berlin jusqu'à son expulsion après la Seconde Guerre mondiale. Après avoir obtenu son diplôme d'études secondaires en 1943, Peter Bloch est enrôlé dans l'armée et devient prisonnier de guerre en 1945. Il y est affecté aux travaux les plus lourds dans les mines et souffre de graves blessures physiques.
Après sa libération de captivité, il retourne à Berlin en 1948 et étudie la philosophie et l'histoire de l'art de 1948 à 1950 avec Richard Hamann (de) et Willy Kurth (de) à l'Université de Berlin. En raison des restrictions politiques et idéologiques croissantes imposées aux étudiants et aux enseignants de l'actuelle Université Humboldt de Berlin, il se rend à Bâle pour poursuivre ses études, où il obtient son doctorat en 1954 sous la direction de Joseph Gantner (de) (1896-1988) avec une thèse intitulée Das Hombacher Sakramentar und seine Stellung innerhalb der Reichenauer Buchmalerei. De 1954 à 1958, il est assistant de Heinrich Lützeler (de) à l'Université de Bonn. Il commence ensuite un stage au Kupferstichkabinett à Berlin. À l'invitation d'Hermann Schnitzler, il s'installe au bout de huit mois au musée Schnütgen de Cologne, spécialisé dans l'art médiéval.

## Œuvres
En 1962, Bloch obtient son habilitation sous la direction de Heinz Ladendorf (de) à l'Université de Cologne. Ses recherches portent sur l'art chrétien et juif du Moyen Âge. Son essai « Nachwirkungen des Alten Bundes in der christlichen Kunst » est publié dans le catalogue de l'exposition de 1963 « Monumenta Judaica » à Cologne. Il recherche en particulier la sculpture et la peinture carolingienne, romane et gothique. À l'Université de Cologne, il donne des conférences en tant que conférencier privé. En tant que consultant auprès de collectionneurs d'art privés, il aiguise sa connaissance de la distinction entre les œuvres médiévales authentiques et leurs reproductions aux XIXe et XIXe siècles. Il contribue de manière décisive à séparer clairement la notion de reproduction de celle de "faux à des fins de tromperie" et ainsi à réhabiliter certains sculpteurs néo-gothiques rhénans. En 1967, il est nommé pour succéder à Peter Metz (de) à la tête de la collection de sculptures (de) des Musées d'État de Berlin à Berlin-Dahlem. Il enseigne l'histoire de l'art à l'Université libre de Berlin.
En tant que spécialiste de l'art médiéval (y compris les crucifix romans en bronze et l'aquamanile médiéval), il étudie également la survivance et la reprise des thèmes et motifs médiévaux à la fin des XVIIIe, XIXe et XXe siècles. Sur cette base, Peter Bloch devient l'un des experts les plus importants de la sculpture historiciste et est considéré comme le redécouvreur de l'école de sculpture de Berlin du XIXe siècle. Il consacre de nombreux essais (comme l'important essai « Stil-Zitat und Logik der Funktion ») et des livres à ce sujet, dont le plus connu est l'ouvrage standard Das klassische Berlin. Die Berliner Bildhauerschule des neunzehnten Jahrhunderts publié en 1978 avec le sculpteur Waldemar Grzimek. Avec ses étudiants, il mène dans les années 1970 et 1980 un recensement systématique des œuvres sculptées sur les sites funéraires de Berlin (Ouest). Là encore, il est considéré comme le fondateur d'une tradition de recherche aujourd'hui très vivante.
L'exposition Ethos und Pathos. Die Berliner Bildhauerschule 1780–1914, organisée en 1990 à la Berlin-Gare-de-Hambourg (de), marque la fin de la carrière de Bloch. Peter Bloch prend sa retraite en tant que directeur de la collection de sculptures. Une publication commémorative pour Peter Bloch, éditée par Christian Theuerkauff et Hartmut Krohm, est publiée. Elle contient de nombreuses références biographiques et bibliographiques sur la vie et l'œuvre de Bloch. Sa collection de sculptures du XIXe siècle, rassemblée pour la collection de sculptures, est transférée peu après dans le fonds de l'ancienne galerie nationale un peu plus tard. Les sculptures du XIXe siècle achetées par Bloch pour la galerie de sculptures comprend le groupe Cupidon et Psyché de Reinhold Begas (Rome, 1854) et le lanceur de disque de Rudolf Schadow (Rome, 1821-1822).
Jusqu'à sa mort en 1994, Peter Bloch encadre des étudiants et fait passer des examens de doctorat. Il est enterré au cimetière forestier de Zehlendorf, Wasgensteig, près de la tombe de ses parents, non loin de la chapelle funéraire.
La succession de Peter Bloch et la succession de son père Peter Bloch sont dans les archives d'État de Berlin (de).

## Honneurs
- 1983 : Croix du mérite au ruban de la République fédérale d'Allemagne